# Ciobănița, Constanța
Ciobănița este un sat în comuna Mereni din județul Constanța, Dobrogea, România. Se află în partea central-sudică a județului,  în Podișul Cobadin. La recensământul din 2002 avea o populație de 322 locuitori. Numele vechi al localității provine din denumirea turcă Agemler (în turcă Acemler), nume pe care localitatea l-a purtat până în 1940.
Satul a fost populat în 1923 de germanii dobrogeni și a purtat, până în 1940, și a purtat în dialect local numele de Adschemler sau Atschemler.